# Książę Aloys Wenzel von Kaunitz-Rietberg (obraz Francisca Goi)

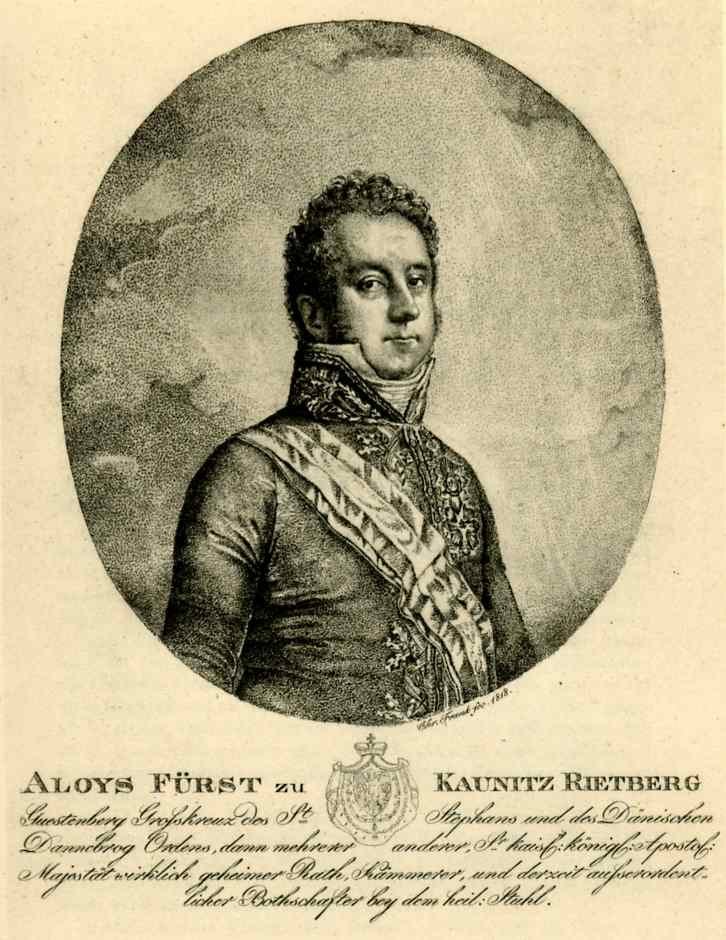
Aloys Wenzel von Kaunitz-Rietberg jako ambasador w Rzymie. Rycina wykonana przez Christopha Francka na podstawie portretu Goi, 1818

Książę Aloys Wenzel von Kaunitz-Rietberg – obraz olejny hiszpańskiego malarza Francisca Goi. Portret przedstawia austriackiego dyplomatę księcia Aloysa von Kaunitza-Rietberga. Znajduje się w prywatnej kolekcji.

## Okoliczności powstania
Książę Aloys von Kaunitz-Rietberg został powołany na ambasadora w Madrycie 30 lipca 1815 roku. Jego dziadek i wuj byli dyplomatami na hiszpańskim dworze za panowania Karola III, a stanowisko to pozostawało wolne od czasu wojny niepodległościowej. Kaunitz-Rietberg przybył do Madrytu w sierpniu 1815 roku. Jego działalność na stanowisku ambasadora nie trwała długo, ponieważ były sekretarz stanu i ambasador Hiszpanii w Wiedniu książę San Carlos wysunął poważne oskarżenia co do konduity Kaunitza-Rietberga. W konsekwencji książę zaprzestał wykonywania swoich obowiązków w grudniu 1816 roku, opuszczając Hiszpanię w styczniu 1817 roku. W 1822 roku w Wiedniu ujawniono jego przestępstwa związane z wykorzystywaniem seksualnym dzieci i młodych, za które został skazany na wygnanie.
Goya wykonał portret księcia w czasie jego misji dyplomatycznej w Madrycie, między sierpniem 1815 a styczniem 1817 roku. Jako nadworny malarz cieszył się powodzeniem wśród obcokrajowców przebywających na dworze, którzy często odwiedzali jego warsztat i zamawiali swoje portrety (m.in. Portret Ferdinanda Guillemardeta, ambasadora francuskiego w Hiszpanii, Portret księcia Wellingtona, Generał Nicolas Philippe Guye). Książę Kaunitz-Rietberg był prawdopodobnie w pracowni Goi, gdyż posiadał dwa obrazy rodzajowe artysty (Szlifierz i Nosicielka wody).
Postać portretowanego przez dłuższy czas pozostawała niezidentyfikowana, dopóki w 2008 roku badacze z Muzeum Prado nie odkryli jego tożsamości. Pomocna była rycina wykonana przez austriackiego artystę Christopha Francka na podstawie portretu Goi w 1818 roku, oraz portret pędzla Giovanniego Battisty Lampiego starszego, na którym, choć książę jest nieco młodszy, podobieństwo jest wyraźne. Obraz został włączony do wystawy Goya en tiempos de guerra (Goya w czasach wojny) z 2008 roku, a kuratorka muzeum Manuela Mena potwierdziła atrybucję Francisca Goi. Inni specjaliści, tacy jak Nigel Glendinning lub Jesusa Vega, powściągliwie popierają uznanie autorstwa Goi, lecz Juliet Wilson Bareau podziela opinię Meny, zaznaczając przy tym, że stan konserwacji obrazu nie jest dobry.

## Opis obrazu
Książę von Kaunitz-Rietberg został przedstawiony w popiersiu, na neutralnym tle. Ma na sobie oficjalny strój dyplomaty z gwiazdą i wstęgą orderu Danebroga. Te elementy są wykonane szybkimi pociągnięciami pędzla o charakterze szkicu, miejscami widoczny jest podkład. Może to sugerować, że portret nie został ukończony, jednak motto zakonu na gwieździe jest całkowicie czytelne: GUD / OG / KON / GEN (Bóg i Król). Kołnierz kaftana jest ozdobiony haftem wykonanym przy użyciu dużej ilości farby, podobnie jak na Portrecie Manuela Romero. Wykonanie haftów kontrastuje z lekkością jasnych kręconych włosów i delikatnymi rysami twarzy, co przypomina współczesny mu Portret księcia San Carlos. Nacisk kładziony jest na postać portretowanego, Goi udało się uchwycić skomplikowaną osobowość księcia: osobę inteligentną, nieco wyniosłą, z poczuciem humoru i wykształceniem, co potwierdza jego kolekcja sztuki oraz kontakty i przyjaźnie z intelektualistami.
Radiografia portretu wykazała ślady po blejtramie, którego poprzeczna listwa nie przebiega przez środek obrazu, ale ok. 10 cm niżej. Oznacza to, że portret został prawdopodobnie przycięty – wcześniej przedstawiał kompletne popiersie, tak jak na rycinie Christopha Francka z 1818 roku. Możliwe, że był też nieco szerszy po prawej stronie, gdzie widoczne było ramię oparte o biodro w eleganckiej pozie.

## Proweniencja
W 1820 roku kolekcja sztuki księcia Kaunitza-Rietberga została zlicytowana w celu wypłaty odszkodowania jego ofiarom. Wśród wystawionych dzieł znalazło się pięć obrazów Goi: Szlifierz i Nosicielka wody oraz obecnie niezlokalizowane Prządki, Rzeź niewiniątek oraz obraz przedstawiający widok na wioskę na wysokiej górze i targ. Portret księcia pozostał we własności rodziny. Odziedziczyła go jedna z córek, następnie znalazł się w kolekcji spowinowaconej rodziny de Metternich i Károly. Obraz znalazł się w galerii sztuki Jürga Stukera w Bernie, który 26–31 października 1989 roku zorganizował wystawę połączoną ze sprzedażą (Privatsammlung Jürg Stuker, Altes Schloss Gerzensee). Obraz trafił do kolekcji Érica Turquina w Paryżu, ale w 1990 roku odkupił go poprzedni właściciel. 29 stycznia 2009 roku został sprzedany w domu aukcyjnym Sotheby’s w Nowym Jorku za 2 210 500 dolarów. Obecnie znajduje się w prywatnej kolekcji.